# بريجيت فونتين
بريجيت فونتين (بالفرنسية: Brigitte Fontaine )‏ (و. 1939 – م) هي ممثلة، وشاعرة، ومغنية مؤلفة، وكاتبة مسرحية، وروائية، وشاعرة غنائية، وكاتبة قصص قصيرة، ومغنية، وكاتِبة، وممثلة أفلام، من فرنسا.

## جوائز
حصلت على جوائز منها:
- قائد الفنون والآداب.

## وصلات خارجية
- بريجيت فونتين على موقع IMDb (الإنجليزية)
- بريجيت فونتين على موقع ألو سيني (الفرنسية)
- بريجيت فونتين على موقع ميوزك برينز (الإنجليزية)
- بريجيت فونتين على موقع أول موفي (الإنجليزية)
- بريجيت فونتين على موقع قاعدة بيانات الأفلام السويدية (السويدية)
- بريجيت فونتين على موقع إن إن دي بي (الإنجليزية)
- بريجيت فونتين على موقع أول ميوزيك (الإنجليزية)
- بريجيت فونتين على موقع ديسكوغز (الإنجليزية)
- بريجيت فونتين على موقع قاعدة بيانات الفيلم (الإنجليزية)
- بريجيت فونتين على موقع كينوبويسك (الروسية)